# Šafrán (sdružení)
Šafrán bylo neoficiální sdružení folkových písničkářů. Vzniklo v roce 1972, členy byli Jaroslav Hutka, Vladimír Merta, Vlasta Třešňák, Petr Lutka, Dáša Andrtová-Voňková, Vladimír Veit, Jan Burian, Jiří Dědeček a Zuzana Homolová. Sdružení pozvolna přestalo existovat okolo roku 1978.
Jaroslav Hutka, Vladimír Veit, Vlastimil Třešňák a Jiří Pallas byli v souvislosti s pronásledováním signatářů Charty 77 donuceni emigrovat. Jedinými „oficiálně“ přijatými členy byli Karel Kryl, kterého do Šafránu přijali Jaroslav Hutka a Jiří Pallas, a v květnu 2012 byl členem Šafránu jmenován i nakladatel Lubomír Houdek (Galén).
Koncerty písničkářů organizoval Jiří Pallas. Ten po své emigraci založil ve Švédsku stejnojmenné nakladatelství, ve kterém vydával alba (LP) písničkářů, kterým tehdejší ochotní pomahači institucí státní moci v Československu neumožňovali vydávat desky ani koncertovat.
Vydalo také LP z první inscenace Havlovy Audience s Václavem Havlem (Vaněk) a Pavlem Landovským (Sládek) v bytovém divadle Vlasty Chramostové.

## Výstavy
- Od ucha k uchu aneb Fenomén Šafrán, Národní knihovna České republiky, 15. listopad 2018 - 15. leden 2019[1]